# 경주 숭덕전 제기
경주 숭덕전 제기(慶州 崇德殿 祭器)는 대한민국 경상북도 경주시 탑동, 신라오릉보존회 숭덕전 제향에 사용되는 제기이다. 2015년 12월 28일 경상북도의 유형문화재 제486호로 지정되었다.

## 지정 사유
이번에 국가지정문화재(寶物)로 지정 신청된 유물은 신라의 시조 박혁거세를 모신 숭덕전 제향에 사용되는 祭器이다. 당초 지정 신청된 유물은 보(簠) 2점이었으나, 조선후기에 제작된 작(爵) 2점, 용작(龍勺) 1점도 중요한 자료라고 판단되어 一括 조사되었다.
제상의 飯器로 사용되는 2점의 簠는 제작당시의 원형이 잘 보존된 유물로서‘萬曆己卯造’라는 銘文을 통해 선조 12년(1579)에 제작된 祭器라는 사실을 알 수 있으며, 지금까지 파악된 조선시대 국가제사에 사용되던 금속제 제기 가운데 가장 연대가 앞서는 유물이라는 점에서 의미가 크다.
술을 제상에 올릴 때 사용되는 2점의 爵과 술과 물을 따를 때 사용되는 1점의 龍勺은 제작기술이나 재질면에서 簠와 동시기에 제작된 유물로 보기 어렵고 조선후기인 18세기에 제작된 유물로 추정된다.
숭덕전 제기는 예술적 측면에서 다소 부족한 점이 있고, 제향에 사용되었던 전체 유물 가운데 일부에 불과하다는 점에서 국가지정문화재(寶物)로 지정하기에는 미흡하지만, 조선시대 국가 제사에 사용되던 금속제 제기의 양식연구에 귀중한 자료이므로 一括(5점)하여 有形文化財로 지정한다.

## 같이 보기
- 경주 숭덕전 (경상북도 문화재자료 제254호)
- 박혁거세
- 신라오릉
- 신라오릉보존회

## 참고 자료
- 경주 숭덕전 제기 - 국가유산청 국가유산포털